# Ким Гым Сок
Ким Гым Сок (кор. 김금속; род. 19 августа 1987, Пхёнан-Намдо, КНДР) — северокорейский тяжелоатлет, участник Олимпийских игр 2012 года в категории до 69 кг.

## Карьера
Участвовал в чемпионате мира 2007 года, где выступал в категории до 62 кг. Затем перешёл в категорию до 69 кг. В 2009 году стал чемпионом Восточно-Азиатских игр. В 2010 году взял золото на Азиатских играх и стал 4-м на чемпионате мира. В 2011 году неудачно выступил на чемпионате Азии. На Олимпийских играх 2012 года занял 11-е место.